# Юсупов Артур Римович
Артур Римович Юсупов (рос. Артур Римович Юсупов, нар. 1 вересня 1989, Куйбишев) — російський футболіст, півзахисник клубу «Сочі».
Виступав, зокрема, за клуб «Динамо» (Москва), а також національну збірну Росії.

## Клубна кар'єра

### Ранні роки
Народився 1 вересня 1989 року в місті Куйбишев, нині — Самара. Грати у футбол починав в рідному місті. Займався у місцевій СДЮШОР «Зоря», перший тренер — Сергій Білоусов. У 10 років перейшов у футбольну школу московського «Локомотива». У віці 12 років був запрошений в Академію футболу ім. Юрія Конопльова.
З 2006 по 2008 рік виступав на професійному рівні за команди Академії ім. Ю. Конопльова «Крила Рад-СОК» та «Тольятті».

#### «Динамо»
30 грудня 2008 року уклав трирічний контракт з московським «Динамо». Дебютував у чемпіонаті Росії 8 листопада 2009 року в матчі з клубом «Спартак-Нальчик».

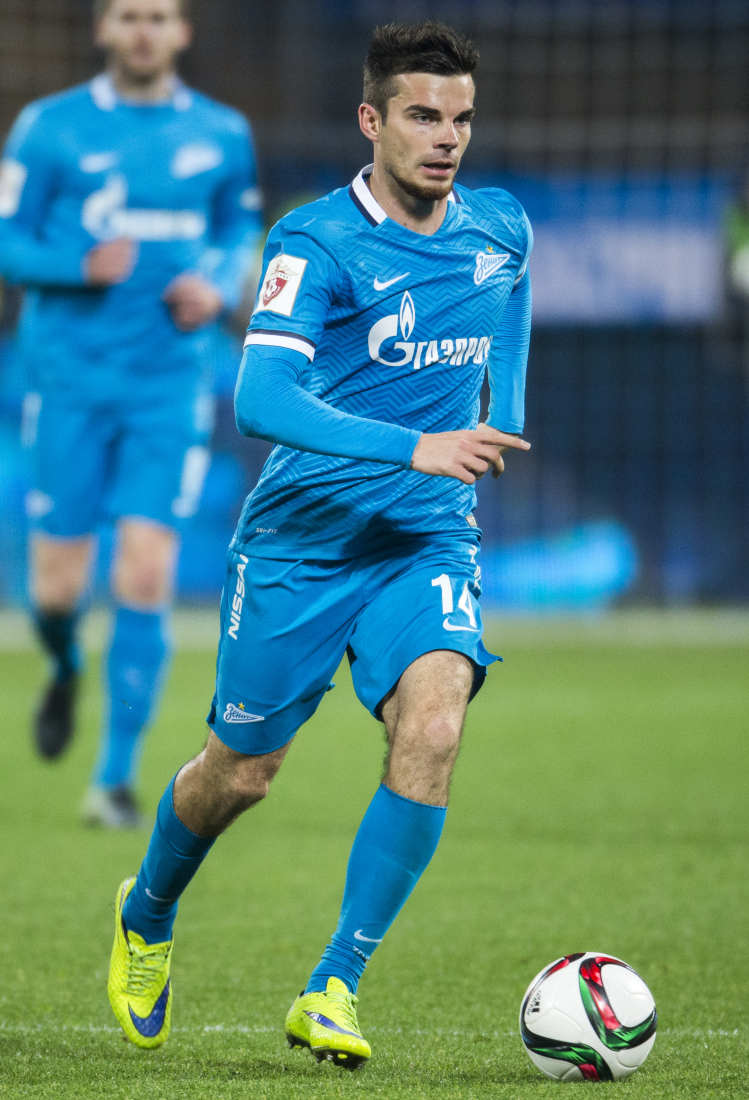
Артур Юсупов під час виступів за «Зеніт». 24 жовтня 2015 року.

У 2010 році на правах оренди перейшов в «Хімки». У 2011 році Юсупов продовжив контракт з «Динамо». При Сергії Сілкіні Юсупов став частіше потрапляти в основний склад команди, потіснивши Томислава Дуймовича. У 2012 року «Динамо» знову перезаключило контракт з гравцем. У 2013 і 2014 роках московський «Спартак» зацікавився гравцем, а в 2014 році вже «Зеніт» намагався придбати Юсупова за 5 млн євро.
22 березня 2015 року головний тренер «Динамо» Станіслав Черчесов заявив, що Юсупов веде переговори з петербурзьким «Зенітом», оскільки контракт гравця з московським клубом закінчувався влітку 2015 року. Пізніше ТАСС, посилаючись на власне джерело, повідомив про те, що контракт між «Зенітом» і футболістом буде укладено вже 25 березня з зарплатою € 1,6 млн в рік, у той час як «Динамо» зробило пропозицію в розмірі 1,44 млн євро

#### «Зеніт»
5 червня 2015 року було офіційно оголошено про укладення контракту між Юсуповим і «Зенітом» на чотири роки. Дебют Юсупова відбувся 12 липня 2015 року в матчі за Суперкубок Росії. Свій перший м'яч за «Зеніт» забив 2 травня 2016 року в фіналі кубка Росії з московським ЦСКА в якому його команда перемогла з рахунком (4:1). Наразі встиг відіграти за санкт-петербурзьку команду 24 матчі в національному чемпіонаті.

## Виступи за збірні
Виступав у складі юнацької збірної Росії, взяв участь у 9 іграх на юнацькому рівні, відзначившись 3 забитими голами.
Після цього залучався до складу молодіжної збірної Росії. На молодіжному рівні зіграв у 18 офіційних матчах, забив 2 голи.
19 серпня 2011 року Артур був викликаний до табору другої збірної Росії на матч з олімпійською збірною Білорусі. У складі цієї команди провів 3 матчі.
30 липня 2013 року потрапив у розширений склад національної збірної Росії, викликаний для підготовки до відбіркового матчу чемпіонату світу 2014 року проти збірної Північної Ірландії, проте на поле не виходив. Дебютував за збірну Росії 17 листопада 2015 року в товариському матчі проти збірної Хорватії.
6 червня 2016 Російський футбольний союз оголосив про те, що Артур Юсупов замінить на чемпіонаті Європи 2016 року у Франції травмованого у грі проти Сербії Ігоря Денисова. Проте на чемпіонаті на поле так і не вийшов, а росіяни не змогли вийти з групи.
Наразі провів у формі головної команди країни 2 матчі.

## Статистика виступів

### Статистика виступів за збірну
| Дата       | Місто          | Господарі | Результат | Гості       | Турнір           | Голи | Примітки |
| ---------- | -------------- | --------- | --------- | ----------- | ---------------- | ---- | -------- |
| 17-11-2015 | Ростов-на-Дону | Росія     | 1 – 3     | Хорватія    | товариський матч | -    |          |
| 25-2-2016  | Москва         | Росія     | 3 – 0     | Ліхтенштейн | товариський матч | -    |          |
| Усього     |                | Матчів    | 2         |             | Голів            | 0    |          |

## Титули і досягнення
- Володар Кубка Росії (1): 2015–16
- Володар Суперкубка Росії (2): 2015, 2016